# جاك دوبريه
جاك دوبريه هو سياسي أمريكي، ولد في 12 فبراير 1773 في نيو أورلينز في الولايات المتحدة، وتوفي في 14 سبتمبر 1846 في أوبلوساس في الولايات المتحدة. نشط حزبياً في حزب اليمين. وقد انتخب حاكم لويزيانا ‏ (14 يناير 1830 – 31 يناير 1831) وانتخب عضو مجلس ولاية لويزيانا ‏ وانتخب عضو مجلس نواب لويزيانا ‏.